# Longemaison
Longemaison är en kommun i departementet Doubs i regionen Bourgogne-Franche-Comté i östra Frankrike. Kommunen ligger i kantonen Vercel-Villedieu-le-Camp som tillhör arrondissementet Pontarlier. År 2022 hade Longemaison 163 invånare.

## Befolkningsutveckling
Antalet invånare i kommunen Longemaison
Referens:INSEE